# Floß (település)
Floß település Németországban, azon belül Bajorországban. Lakosainak száma 3438 fő (2023. december 31.). Floß Flossenbürg és Waldthurn községekkel határos.

## Népesség
A település népessége az elmúlt években az alábbi módon változott:
| Lakosok száma | 2017 | 2851 | 3896 | 3609 | 3491 | 3444 | 3421 | 3454 | 3399 | 3438 |
|               | 1875 | 1950 | 1975 | 1987 | 2012 | 2014 | 2016 | 2017 | 2021 | 2023 |